# Григорије Хандзојски
Григорије Хандзојски (5. октобар 759. - 18. октобар 861. - рет., Арт. Кханд) је грузијски православни светитељ.
Православна црква помиње светог Григорија Хандзојског 5. октобра.

## Биографија
Био је нећак Ерисмтавари Картлијеве жене Нерсе и одрастао је у његовој породици. Обучавао се у црквеним наукама, укључујући црквено појање, богослужбене прописе и химнографију, грузијску књижевност, многе стране језике и философију.
Рођаци су наговорили Григорија да прими свештенички чин и припремили га за епископско хиротонисање, али је младић, који је имао склоност ка монашком животу и сматрао се недостојним високог чина, побегао је од куће у Кларјети, опустошен од арапских освајача, заједно са његовим рођаком Савом, Христофором и Теодором. Доласком у Опиз манастир Св. Јована Крститеља, примио их је игуман манастира Св. Ђорђе Опизели.
Две године касније, Григорије је отишао у Кхандзту, код пустињака Хведија. Имао је визију да ће га посетити „човек Божији“, који ће саградити манастир у Ханџти, и „миомирис његових молитава, као добар тамјан, уздићи се пред Богом“. Пошто је испитао околину, Григорије и његови ученици су се овде населили. Око 80-их година. 8. века подигли су цркву брвнару, трпезарију и 4 келије. Локални феудалац Габријел Дапанчули је помагао монасима у храни, радницима, грађевинским материјалом и алатима.
Григоријев подвиг постао је познат краљу Ашоту I Великом, који је позвао Григорија у палату, примио га са великим почастима и поклонио област Шатбердију. На поклоњеној земљи Григорије је основао нови манастир, који је постао црквени скрипторијум, неки од рукописа који су у њему настали су преживели до данас. Монаси су такође илустровали рукописе и златом и сребром украшавали повезе књига.
Григоријеви ученици су, уз његово учешће, почетком 9. века основали манастире Неџви (Св. Теодор), Квирикетсминда (Св. Христофор), Убиси (Св. Иларион Јерусалимски), и метох Мере (студентица Февронија) ; Обновљени су Мидзнаџори, Царостави, Ишкански храм итд. Централни региони Грузије (Картли, Кахети) су у то време били под арапском влашћу (Емират Тбилиси). Живот у основаним манастирима одређен је строгим правилима по узору на наредбе Лавре Св. Саве Освећеног – тврда постеља у келији, где је био само бокал за воду, није се ложио огањ, нису се палиле свеће.
Григорије је уживао велики ауторитет, па је његов говор постао одлучујући у одређивању католикоса-патријарха св. Арсеније I Велики (Католикос Картли 860-887).
Житије светитеља садржи опис бројних чуда повезаних са Григоријем. Тако су многи видели светлост у његовој келији, као и њега самог како сија, „као сунце“, током молитве. Имао је дар исцељења, имао је моћ не само над људима, већ и над дивљим животињама. Једним знаком крста Григорије је успео да заустави балван који је пао низ ледену падину и долетео на монаха, спасао јелена кога су гонили ловци – када је притрчао и положио главу на раме светитеља, Григорије га је помиловао. и рекао: „У име Христово, твоји непријатељи неће моћи да те увреде, не бој се“. Разбојник који је покушао да убије Григорија се физички разболео; Ученици Григорија, Свети Епифаније, Епископ. Својим чудесима прославили су се и Захарија из Анхије и Февроније.
На крају свог живота, подвига у Шатбердију, Григорије је предосећао своју смрт. По тестаменту је превезен у Ханџту, где се упокојио окружен братијом свих кларјетских манастира.